# آرنائوتوو
آرنائوتوو (انگلیسی: Arnautovo) یک شهرک در بخش کراسنوگفاردیسکی استان بلگورود کشور روسیه است.